# Deeveya jillae
Deeveya jillae är en kräftdjursart som beskrevs av Louis S. Kornicker och Thomas M. Iliffe 1989. Deeveya jillae ingår i släktet Deeveya och familjen Thaumatocyprididae. Inga underarter finns listade i Catalogue of Life.